# Bed

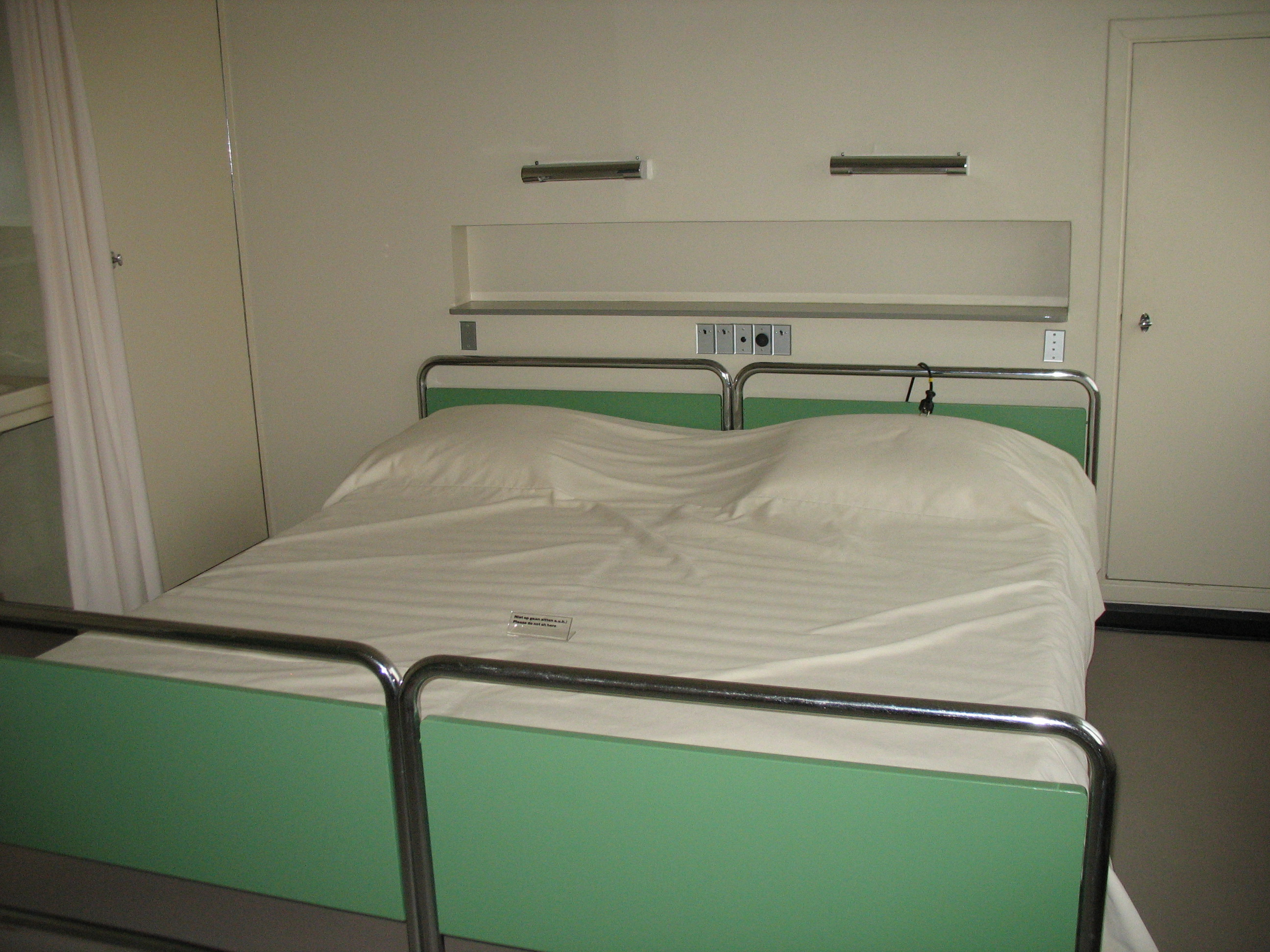
een bed van het merk Gispen

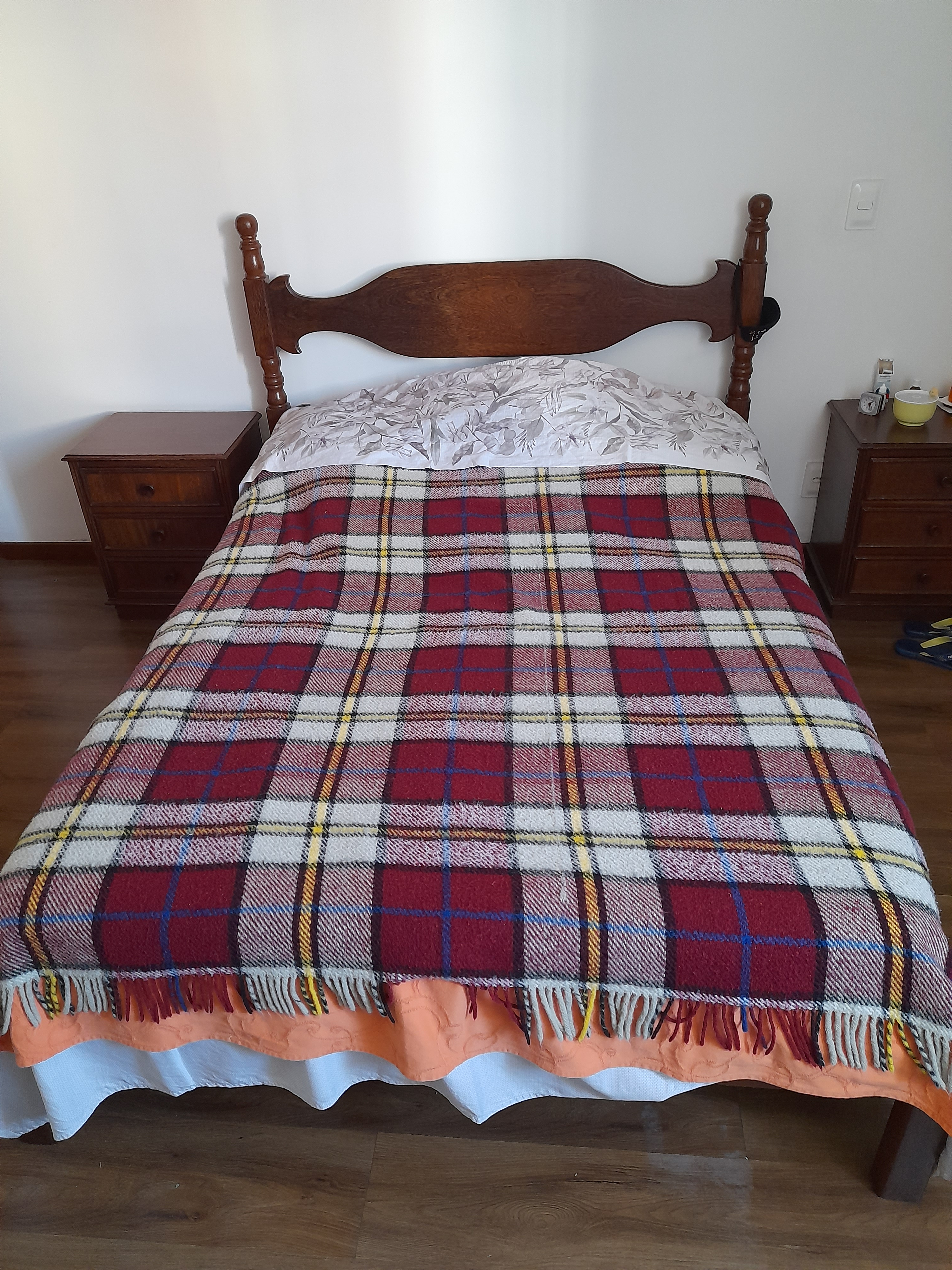
Bed.

Een bed is een meubelstuk om in te slapen, en bestaat uit een ledikant met daarop een matras met beddengoed, zoals lakens en dekens of een dekbed, een dekbedovertrek en een hoofdkussen. Een bed staat meestal in een slaapkamer, maar men sliep bijvoorbeeld tot in de 19e eeuw in Nederlandse huizen overwegend in een bedstede. Het woord 'bed' wordt pars pro toto ook gebruikt als eenheidsmaat wanneer men spreekt over de capaciteit van bijvoorbeeld een ziekenhuis.

## Constructie
Een bed bestaat uit een ledikant, een vering, een matras om op te liggen, deken of dekbed om over je heen te leggen, een kussen voor extra ondersteuning van het hoofd en een laken over het matras, wanneer iemand onder een deken slaapt. Als steun voor het matras kan een geperforeerde houten of stalen plaat dienstdoen, maar lattenbodems en boxsprings zijn gebruikelijker en comfortabeler.

## Soorten
Er bestaan eenpersoonsbedden, tweepersoonsbedden, lits-jumeaux en twijfelaars. In een tweepersoonsbed slaapt men naast elkaar. Een eenpersoonsbed heeft tegenwoordig meestal een afmeting van 90 cm bij 200 cm. Tweepersoonsbedden hebben een breedte die past bij de persoonlijke behoefte van hen die er de lakens in delen. Een 'twijfelaar' is een bed van 120 cm bij 200 cm en houdt daarmee het midden tussen een een- en een tweepersoonsbed.
Een wieg is een bed voor een pasgeboren kind. De slaapplek op een schip noemt men ook de 'kooi'.
Er zijn stapelbedden waarin men boven elkaar ligt, hoogslapers, met onder het bed een bureau, uitklapbedden die worden uitgeklapt om te gebruiken en anders weer worden ingeklapt en slaapbanken die kunnen worden uitgetrokken om ze lang genoeg te maken om op te gaan liggen. Slaapbanken staan dus meestal niet in de slaapkamer. Hemelbedden hebben een overkapping, een 'hemel', en kunnen vaak met een gordijn worden gesloten. Waterbedden hebben een met water gevulde matras, een luchtbed is een met lucht gevulde matras. Een geïmproviseerd bed heet een kermisbed, een bed waarvan het ledikant aan het plafond is opgehangen in plaats dat het op de grond staat heet een plafondbed.
Een luxe bed, met een overkapping eromheen is het hemelbed.
Het komt in de tropen voor dat men het bed met een fijnmazig net afsluit om zich daarmee tegen vliegende insecten te beschermen. Zo'n net heet een klamboe. Er zijn slaapplaatsen die zo licht zijn uitgevoerd, zoals bij het kamperen met een slaapzak in een tent of het slapen in een hangmat, dat ze eigenlijk geen bedden worden genoemd. Iets zwaarder dan dat zijn veldbedden of stretchers, een soort transporteerbare kampeerbedden. 
Hoewel de naam anders doet vermoeden, heeft een tentbed dan weer niets met kamperen te maken. Hier betreft het een medisch hulpmiddel, waarbij het bed is omgeven met een grofmazig net. Dit bed wordt onder meer gebruikt als vrijheidsbeperkende maatregel bij een ziekenhuisopname van mensen met dementie. 

## Maatvoering
De algemene matrasmaten in de meeste landen op het Europese vasteland zijn: 200 cm lang en 80, 90, 140, 160 of 180 cm breed, maar in Nederland zijn matrassen ook gemakkelijk leverbaar in een langere uitvoering, zoals met een lengte van 210 of 220 cm.

## Andere toepassingen
Een bed wordt ook vaak gebruikt voor seksuele handelingen. Met de uitdrukking "het bed delen" wordt daar vaak ook op gedoeld.
Ook verblijft een zieke vaak in bed.